# Súper Rugby Américas Future 2023
El Súper Rugby Américas Future de 2023 fue la primera edición del torneo de desarrollo para los países sudamericanos participantes del Super Rugby Américas.
El torneo se disputó entre el 22 de noviembre y 25 de noviembre en Montevideo, Uruguay.

## Equipos participantes
- Argentina M23
- Paraguay Talents
- Sudamérica Rugby Combine
- Uruguay M23

## Desarrollo

### Semifinal
| 22 de noviembre | Argentina M23 | 17 - 3 | Uruguay M23 |  |  |

| 22 de noviembre | Paraguay Talents | 31 - 31 | Sudamérica Rugby Combine |  |  |

### Tercer puesto
| 25 de noviembre | Uruguay M23 | 25 - 29 | Paraguay Talents |  |  |

### Final
| 25 de noviembre | Argentina M23 | 33 - 12 | Sudamérica Rugby Combine |  |  |

| Bandera de Argentina                |
| Campeón Argentina M23 Primer título |